# Первомайское (Егорьевский район)
Первомайское — село в Егорьевском районе Алтайского края России. Является административным центром Первомайского сельсовета.

## География
Село находится в юго-западной части Алтайского края, в степной зоне, на расстоянии примерно 19 километров (по прямой) к востоку от села Новоегорьевское, административного центра района.
Климат
умеренный, континентальный. Средняя температура января составляет −12,5 °C, июля — +18,6 °C. Годовое количество осадков составляет 362 мм.

## История
Село основано в 1954 г., в период освоения целицы, как центральное отделение вновь созданного совхоза «Егорьевский».

## Население
| 1970 | 1979  | 1989  | 1992  | 1997  | 1998  | 1999  | 2000  | 2001  |
| ---- | ----- | ----- | ----- | ----- | ----- | ----- | ----- | ----- |
| 1116 | ↗1219 | ↘988  | ↗1041 | ↘1037 | ↘1026 | ↘1011 | ↗1041 | ↗1083 |
| 2002 | 2003  | 2004  | 2005  | 2006  | 2007  | 2008  | 2009  | 2010  |
| ↘994 | ↗1009 | ↗1015 | ↘993  | ↘968  | ↘920  | ↘864  | ↘803  | ↗844  |
| 2011 | 2012  | 2013  | 2014  |       |       |       |       |       |
| ↘838 | ↘798  | ↘797  | ↗836  |       |       |       |       |       |

Национальный состав
Согласно результатам переписи 2002 года, в национальной структуре населения русские составляли 95 % от 97 чел.

## Инфраструктура
В Первомайском функционируют средняя общеобразовательная школа, детский сад, фельдшерско-акушерский пункт, культурно-досуговый центр и отделение Почты России.

## Улицы
Уличная сеть села состоит из 13 улиц.

## Транспорт
Посёлок доступен автомобильным транспортом.
Проходит автодорога регионального значения «Песчаный Борок — Первомайское — Ивановка» (идентификационный номер 01 ОП МЗ 01Н-0901).